# Viimassaari
Viimassaari, nordsamiska: Viijmâš, är en ö i Finland. Den ligger i sjön Enare träsk och i kommunen Enare i den ekonomiska regionen Norra Lappland och landskapet Lappland, i den norra delen av landet, 1 000 km norr om huvudstaden Helsingfors. Öns area är 6,86 kvadratkilometer och dess största längd är 4,7 kilometer i nord-sydlig riktning.